# Jean II. de Rieux
Jean (II.) de Rieux (* wohl 1342; † 7. September 1417 in Rochefort, 75 Jahre alt) war Sire de Rieux et de Rochefort, de Nozay, de Fougeray et de Dicé, Marschall von Frankreich und Marschall der Bretagne.

## Leben
Jean (II.) de Rieux war der Sohn von Jean (I.) de Rieux und Isabeau de Clisson († 1343), die wiederum eine Tochter von Olivier IV. de Clisson und Jeanne de Belleville war. Der Connétable Olivier V. de Clisson war somit sein Onkel.
Am 12. April 1365 gehörte er zu den Unterzeichnern des Ersten Vertrags von Guérande. 1367 kämpfte er in der Schlacht von Nájera unter dem Kommando von Edward of Woodstock gegen die Franzosen unter Bertrand du Guesclin. Obwohl die Engländer die Schlacht gewannen, mussten sie die Soldzahlungen einstellen, woraufhin Jean de Rieux die Seiten wechselte und in französische Dienste unter du Guesclin trat. 1373 befand er sich am Hof von Louis II., Herzog von Bourbon.
Als Herzog Johann V. 1379 aus seinem Exil in England zurückkehrte, stellte sich Jean de Rieux an seine Seite, und gehörte dann 1381 zu den Vertretern des Herzogs, die den Zweiten Vertrag von Guérande unterzeichneten, durch den dieser wieder in seine Rechte eingesetzt wurde, aber auch akzeptierte, dem französischen König Karl VI. huldigen und damit die Allianz mit den Engländern aufgeben zu müssen. Zudem wurde ein Betrag vereinbart, den Johann V. aufzubringen hatte, der aber nie gezahlt wurde. Darüber hinaus sollte sich die Bretagne zukünftig in den Auseinandersetzungen zwischen England und Frankreich neutral verhalten.
Am 27. November 1382 kämpfte Jean de Rieux als Kommandeur der französischen Truppen, die den Grafen von Flandern unterstützten, in der Schlacht bei Roosebeke. 1384 war er einer der Gesandten des Herzogs Johann V. von Bretagne wegen dessen Differenzen mit dem Grafen Peter II. von Alençon. Am 8. September 1386 wurde er vom König zum Kapitän von 500 Lanzen ernannt, die der bretonische Herzog für eine Reise Karls VI. nach England zur Verfügung stellen wollte. 1387 verhalf er mit anderen Adligen den Connétable Olivier V. de Clisson, den der Herzog im Château de l’Hermine in Vannes festgesetzt hatte, zur Freiheit.
Als Clisson 1392 Ziel eines Mordanschlags Pierre de Craons wurde, Herzog Johann V. die Auslieferung Craons verweigerte, und König Karl VI. Vorbereitungen traf, um an der Spitze einer Armee in die Bretagne einzumarschieren, aber in Le Mans von einem ersten Anfall seines späteren Wahnsinns festgehalten wurde, sprach Jean de Rieux mit Clisson beim König vor (29. Juli 1392). Im gleichen Jahr begleitete er den Herzog, als dieser den König in Tours aufsuchte, und war dann eine der Geiseln, die zum Friedensschluss zwischen König, Herzog und Connétable gestellt wurden. Der Frieden hielt nicht lange, erneut brach Krieg zwischen Clisson und dem Herzog aus, bei dem sich Rieux auf die Seite des Connétable stellte und in den Dienst des Königs trat. Am 19. Dezember 1397 ernannte König Karl VI. ihn zum Marschall von Frankreich, als Louis de Sancerre neuer Connétable anstelle des abgesetzten Clisson wurde. In diesem Amt nahm er dann am 7. Januar 1403 an der Huldigung des neuen Herzogs Johann VI. von Bretagne gegenüber dem König teil.
1404 besiegte er die Engländer, die in die Basse-Bretagne eingefallen waren, und wurde im folgenden Jahr auf einer Vergeltungsexpedition nach Wales geschickt, um die Rebellion von Owain Glyndŵr zu unterstützen. Er verließ Brest im Juli mit mehr als 3000 Rittern und Soldaten. Unglücklicherweise hatte sich die Armee nicht ausreichend mit Trinkwasser versorgt, so dass viele Pferde auf der Überfahrt verdursteten. Immerhin brachte er modernes Belagerungsgerät nach Wales. Zusammen mit Owain Glyndŵrs Streitkräften marschierten die Franzosen landeinwärts und eroberten die Stadt Haverfordwest, konnten die Burg jedoch nicht einnehmen. Er marschierte dann nach England, um den König von Schottland zu unterstützen, war aber auch hier nicht erfolgreich.
Als er zurück in der Bretagne war, vermittelte er die gütliche Einigung zwischen Marguerite de Clisson, Gräfin von Penthievre und Witwe Oliviers, und ihrem Sohn Olivier de Châtillon, mit Herzog Johann VI. Einige Erkrankungen, die ihn kurz darauf anfielen, waren der Grund, warum er 1411 aus seinem Amt entlassen wurde. Er konnte aber am 24. Oktober 1413 reaktiviert werden, wurde dann aber aufgrund seines Alters und seiner Verwundungen, die es ihm nicht mehr ermöglichten, seine Pflichten zu erfüllen, auf eigenen Wunsch am 12. August 1417 endgültig entlassen. Sein Nachfolger als Marschall wurde sein Sohn Pierre de Rieux, der dann Maréchal de Rochefort genannt wurde.
Jean de Rieux starb im selben Jahr in seiner Burg in Rochefort und wurde in der dortigen Kirche Notre-Dame de La Tronchaye bestattet.

## Ehe und Familie
Jean de Rieux heiratete am 16. Februar 1374 Jeanne de Rochefort († 3. Mai 1423), Vicomtesse de Donges, Baronne d’Ancenis, Dame de Rochefort, d’Assérac, de Châteauneuf-en-Saint-Malo et de Ranrouët, Erbtochter von Guillaume de Rochefort und Jeanne, Baronne d’Ancenis, Enkelin von Thibaut, Sire de Rochefort und Marie de Montmorency, Witwe von Eon de Rochefort. Ihre Kinder waren:
- Jean (III.) (* 16. Juni 1377 in Ancenis; † 8. Januar 1431), Sire de Rieux et de Rochefort, Baron d’Ancenis, Vicomte de Donges etc.; ⚭ (1) Béatrice de Montauban († vor 1414), Dame de La Gacilly, Tochter von Guillaume, Sire de Montauban, und Marguerite de Lohéac; ⚭ (2) Jeanne de Harcourt († 3. März 1456), Tochter von Jean VII. d’Harcourt, Comte de Harcourt et d’Aumale, und Marie d’Alençon, sie heiratete 1454 in zweiter Ehe Bertrand de Dinan, Baron de Châteaubriant, Seigneur de Montafilant, Marschall der Bretagne
- Isabelle (* 14. Juli 1378; † 1452 ledig), Dame de Nozay
- Jeanne († 1417)
- Béatrice († 8. Februar 1415); ⚭  Jean IV. de Rougé Seigneur de Rougé, de Derval, de La Roche d’Iré, de Guémené-Penfao, Sohn von Galhot de Rougé, Vicomte de La Guerche, und Marguerite de Beaumanoir
- Gilles (* 15. Mai 1385 in Ancenis; † ledig)
- Marie (* wohl 1387; † 1435, 48 Jahre alt); ⚭ Jean de La Porte, Seigneur de Vézins-en-Anjou, de La Jaille et du Pordic, Sohn von Hardouin de la Porte, Seigneur de Vézins, und Marguerite, Dame de La Jaille
- Pierre (* 9. September 1389 in Ancenis; † wohl 1438 im Gefängnis, 48 Jahre alt), dit Maréchal de Rochefort, Seigneur de Rochefort, d’Assérac et de Derval, 12. August 1417 Marschall von Frankreich
- Michel (* 28. September 1394 in Rieux; † 12. Januar 1473) Seigneur de Châteauneuf; ⚭ (1) 2. Juli 1415 Antoinette de La Choletière, Tochter von Gilles, Seigneur de La Choletière, und Isabeau Mauvinete; ⚭ (2) Jeanne de Malestroit, Tochter von Jean de Malestroit, Seigneu de Kaër, und Jeanne, Dame de Tremediern
- Marguerite, Nonne